# Показател на Ляпунов
Показателят на Ляпунов е характеристика на математическите динамични системи, отразяваща скоростта на разделяне на безкрайно близки траектории в тях.
Разделянето на две траектории във фазово пространство с начален вектор на разделяне {\displaystyle \delta \mathbf {Z} _{0}} – в случай че разделянето може да се опише с линейна апроксимация – се описва с:
{\displaystyle |\delta \mathbf {Z} (t)|\approx e^{\lambda t}|\delta \mathbf {Z} _{0}|},
където {\displaystyle \lambda } е показателят на Ляпунов (по името на руския математик Александър Ляпунов).
Скоростта на разделяне може да е различна за различни ориентации на началния вектор на разделяне, така че да се образува спектър от показатели на Ляпунов, равни на брой на размерността на фазовото пространство. Често като обобщена мярка за предвидимостта на дадена динамична система се използва максималният от тези показатели на Ляпунов. Ако той има положителна стойност, това показва, че системата е хаотична (при някои допълнителни условия, като компактността на фазовото пространство).